# Saison 1996-1997 de la LIH
Saison précédente Saison suivante
La Saison 1996-1997 est la cinquante-deuxième saison de la ligue internationale de hockey.
Les Vipers de Détroit remportent la Coupe Turner en battant les Ice Dogs de Long Beach en série éliminatoire.

## Saison régulière
La ligue atteint son apogée au cours de cette saison. Cependant, bien que la ligue connait les plus au taux d'assistance aux rencontres de son histoire, certaines équipes doivent, faute d'argent, être relocalisée. C'est ainsi que les Moose du Minnesota deviennent les Moose du Manitoba, que les Knights d'Atlanta deviennent quant à eux les Rafales de Québec et que les Rivermen de Peoria naissent les Dragons de San Antonio. Les Ice Dogs pour leurs part quitte Los Angeles pour une ville voisine, Long Beach.
Une équipe devra cesser ses activités avant le début de la saison, les Spiders de San Francisco alors qu'une fait son apparition, les Griffins de Grand Rapids.
Un nouveau trophée fait son apparition au cours de cette saison; le «Comeback player of the year», sera remis au joueur ayant effectué le meilleur retour au jeu à la suite d'une blessure ou autre problème personnel.

### Classement de la saison régulière
Pour les significations des abréviations, voir Statistiques du hockey sur glace.
| Clt   | Équipe                   | PJ | V  | D  | DP | BP  | BC  | Pts |
| ----- | ------------------------ | -- | -- | -- | -- | --- | --- | --- |
| +001, | Ice d'Indianapolis       | 82 | 44 | 29 | 9  | 289 | 230 | 97  |
| +002, | Lumberjacks de Cleveland | 82 | 40 | 32 | 10 | 286 | 280 | 90  |
| +003, | K-Wings du Michigan      | 82 | 31 | 44 | 7  | 208 | 272 | 69  |
| +004, | Komets de Fort Wayne     | 82 | 28 | 47 | 7  | 223 | 318 | 63  |

| Clt   | Équipe                 | PJ | V  | D  | DP | BP  | BC  | Pts |
| ----- | ---------------------- | -- | -- | -- | -- | --- | --- | --- |
| +001, | Dragons de San Antonio | 82 | 45 | 30 | 7  | 276 | 278 | 97  |
| +002, | Blades de Kansas City  | 82 | 38 | 29 | 15 | 271 | 270 | 91  |
| +003, | Wolves de Chicago      | 82 | 40 | 36 | 6  | 276 | 290 | 86  |
| +004, | Admirals de Milwaukee  | 82 | 38 | 36 | 8  | 253 | 298 | 84  |
| +005, | Moose du Manitoba      | 82 | 32 | 40 | 10 | 262 | 300 | 74  |

| Clt   | Équipe                   | PJ | V  | D  | DP | BP  | BC  | Pts |
| ----- | ------------------------ | -- | -- | -- | -- | --- | --- | --- |
| +001, | Vipers de Détroit        | 82 | 57 | 17 | 8  | 280 | 188 | 122 |
| +002, | Solar Bears d'Orlando    | 82 | 53 | 24 | 5  | 305 | 232 | 111 |
| +003, | Cyclones de Cincinnati   | 82 | 43 | 29 | 10 | 254 | 248 | 96  |
| +004, | Rafales de Québec        | 82 | 41 | 30 | 11 | 267 | 248 | 93  |
| +005, | Griffins de Grand Rapids | 82 | 40 | 30 | 12 | 244 | 246 | 92  |

| Clt   | Équipe                 | PJ | V  | D  | DP | BP  | BC  | Pts |
| ----- | ---------------------- | -- | -- | -- | -- | --- | --- | --- |
| +001, | Ice Dogs de Long Beach | 82 | 54 | 19 | 9  | 309 | 247 | 117 |
| +002, | Aeros de Houston       | 82 | 44 | 30 | 8  | 247 | 228 | 96  |
| +003, | Grizzlies de l'Utah    | 82 | 43 | 33 | 6  | 259 | 254 | 92  |
| +004, | Thunder de Las Vegas   | 82 | 41 | 34 | 7  | 287 | 299 | 89  |
| +005, | Roadrunners de Phoenix | 82 | 27 | 42 | 13 | 239 | 309 | 67  |

- En gras : champion de la saison régulière
- En italique : qualifié pour les séries

### Meilleurs pointeurs
| Nom              | Équipe               | PJ | B  | A  | Pts |
| ---------------- | -------------------- | -- | -- | -- | --- |
| Rob Brown        | Chicago              | 76 | 37 | 80 | 117 |
| Steve Maltais    | Chicago              | 81 | 60 | 54 | 114 |
| Steve Larouche   | Québec               | 79 | 49 | 53 | 102 |
| Michel Picard    | Grand Rapids         | 82 | 46 | 55 | 101 |
| Patrice Lefebvre | Las Vegas            | 82 | 21 | 73 | 94  |
| Kip Miller       | Chicago/Indianapolis | 80 | 28 | 65 | 93  |
| Daniel Shank     | San Antonio          | 81 | 33 | 58 | 91  |
| Stéphane Morin   | Manitoba/Long Beach  | 77 | 28 | 63 | 91  |
| Mark Beaufait    | Orlando              | 80 | 26 | 65 | 91  |
| Martin Gendon    | Las Vegas            | 81 | 51 | 39 | 90  |

## Séries éliminatoires
|  | Huitièmes de finale      | Huitièmes de finale      |                        |   | Quarts de finale | Quarts de finale |  |  | Demi-finales | Demi-finales |  |  | Finale | Finale |
|  | Huitièmes de finale      | Huitièmes de finale      |                        |   | Quarts de finale | Quarts de finale |  |  | Demi-finales | Demi-finales |  |  | Finale | Finale |
|  |                          |                          |                        |   |                  |                  |  |  |              |              |  |  |        |        |
|  |                          |                          |                        |   |                  |                  |  |  |              |              |  |  |        |        |
|  |                          |                          |                        |   |                  |                  |  |  |              |              |  |  |        |        |
|  | Vipers de Détroit        | 3                        |                        |   |                  |                  |  |  |              |              |  |  |        |        |
|  | Vipers de Détroit        | 3                        |                        |   |                  |                  |  |  |              |              |  |  |        |        |
|  | K-Wings du Michigan      | 1                        |                        |   |                  |                  |  |  |              |              |  |  |        |        |
|  | K-Wings du Michigan      | 1                        | Vipers de Détroit      | 4 |                  |                  |  |  |              |              |  |  |        |        |
|  |                          |                          | Vipers de Détroit      | 4 |                  |                  |  |  |              |              |  |  |        |        |
|  |                          | Rafales de Québec        | 2                      |   |                  |                  |  |  |              |              |  |  |        |        |
|  | Rafales de Québec        | Rafales de Québec        | 2                      | 3 |                  |                  |  |  |              |              |  |  |        |        |
|  | Rafales de Québec        |                          |                        | 3 |                  |                  |  |  |              |              |  |  |        |        |
|  | Cyclones de Cincinnati   | 0                        |                        |   |                  |                  |  |  |              |              |  |  |        |        |
|  | Cyclones de Cincinnati   | 0                        | Vipers de Détroit      | 4 |                  |                  |  |  |              |              |  |  |        |        |
|  |                          |                          | Vipers de Détroit      | 4 |                  |                  |  |  |              |              |  |  |        |        |
|  |                          | Lumberjacks de Cleveland | 1                      |   |                  |                  |  |  |              |              |  |  |        |        |
|  | Solar Bears d'Orlando    | Lumberjacks de Cleveland | 1                      | 3 |                  |                  |  |  |              |              |  |  |        |        |
|  | Solar Bears d'Orlando    |                          |                        | 3 |                  |                  |  |  |              |              |  |  |        |        |
|  | Griffins de Grand Rapids | 2                        |                        |   |                  |                  |  |  |              |              |  |  |        |        |
|  | Griffins de Grand Rapids | 2                        | Solar Bears d'Orlando  | 1 |                  |                  |  |  |              |              |  |  |        |        |
|  |                          |                          | Solar Bears d'Orlando  | 1 |                  |                  |  |  |              |              |  |  |        |        |
|  |                          | Lumberjacks de Cleveland | 4                      |   |                  |                  |  |  |              |              |  |  |        |        |
|  | Lumberjacks de Cleveland | Lumberjacks de Cleveland | 4                      | 3 |                  |                  |  |  |              |              |  |  |        |        |
|  | Lumberjacks de Cleveland |                          |                        | 3 |                  |                  |  |  |              |              |  |  |        |        |
|  | Ice d'Indianapolis       | 1                        |                        |   |                  |                  |  |  |              |              |  |  |        |        |
|  | Ice d'Indianapolis       | 1                        | Vipers de Détroit      | 4 |                  |                  |  |  |              |              |  |  |        |        |
|  |                          |                          | Vipers de Détroit      | 4 |                  |                  |  |  |              |              |  |  |        |        |
|  |                          | Ice Dogs de Long Beach   | 2                      |   |                  |                  |  |  |              |              |  |  |        |        |
|  | Ice Dogs de Long Beach   | Ice Dogs de Long Beach   | 2                      | 3 |                  |                  |  |  |              |              |  |  |        |        |
|  | Ice Dogs de Long Beach   |                          |                        | 3 |                  |                  |  |  |              |              |  |  |        |        |
|  | Admirals de Milwaukee    | 0                        |                        |   |                  |                  |  |  |              |              |  |  |        |        |
|  | Admirals de Milwaukee    | 0                        | Ice Dogs de Long Beach | 4 |                  |                  |  |  |              |              |  |  |        |        |
|  |                          |                          | Ice Dogs de Long Beach | 4 |                  |                  |  |  |              |              |  |  |        |        |
|  |                          | Grizzlies de l'Utah      | 0                      |   |                  |                  |  |  |              |              |  |  |        |        |
|  | Grizzlies de l'Utah      | Grizzlies de l'Utah      | 0                      | 3 |                  |                  |  |  |              |              |  |  |        |        |
|  | Grizzlies de l'Utah      |                          |                        | 3 |                  |                  |  |  |              |              |  |  |        |        |
|  | Blades de Kansas City    | 0                        |                        |   |                  |                  |  |  |              |              |  |  |        |        |
|  | Blades de Kansas City    | 0                        | Ice Dogs de Long Beach | 4 |                  |                  |  |  |              |              |  |  |        |        |
|  |                          |                          | Ice Dogs de Long Beach | 4 |                  |                  |  |  |              |              |  |  |        |        |
|  |                          | Aeros de Houston         | 1                      |   |                  |                  |  |  |              |              |  |  |        |        |
|  | Aeros de Houston         | Aeros de Houston         | 1                      | 3 |                  |                  |  |  |              |              |  |  |        |        |
|  | Aeros de Houston         |                          |                        | 3 |                  |                  |  |  |              |              |  |  |        |        |
|  | Thunder de Las Vegas     | 0                        |                        |   |                  |                  |  |  |              |              |  |  |        |        |
|  | Thunder de Las Vegas     | 0                        | Aeros de Houston       | 4 |                  |                  |  |  |              |              |  |  |        |        |
|  |                          |                          | Aeros de Houston       | 4 |                  |                  |  |  |              |              |  |  |        |        |
|  |                          | Dragons de San Antonio   | 1                      |   |                  |                  |  |  |              |              |  |  |        |        |
|  | Dragons de San Antonio   | Dragons de San Antonio   | 1                      | 3 |                  |                  |  |  |              |              |  |  |        |        |
|  | Dragons de San Antonio   |                          |                        | 3 |                  |                  |  |  |              |              |  |  |        |        |
|  | Wolves de Chicago        | 1                        |                        |   |                  |                  |  |  |              |              |  |  |        |        |
|  | Wolves de Chicago        | 1                        |                        |   |                  |                  |  |  |              |              |  |  |        |        |

### Huitième de finale
| Date     | Visiteur | Pointage | Receveur |
| -------- | -------- | -------- | -------- |
| 17 avril | Michigan | 4-3      | Détroit  |
| 21 avril | Michigan | 1-4      | Détroit  |
| 25 avril | Détroit  | 4-3 (P)  | Michigan |
| 26 avril | Détroit  | 4-1      | Michigan |

Les Vipers de Détroit remportent la série 3 à 1.
| Date     | Visiteur   | Pointage | Receveur   |
| -------- | ---------- | -------- | ---------- |
| 18 avril | Québec     | 2-1      | Cincinnati |
| 19 avril | Québec     | 7-3      | Cincinnati |
| 25 avril | Cincinnati | 3-4      | Québec     |

Les Rafales de Québec remportent la série 3 à 0.
| Date     | Visiteur     | Pointage | Receveur     |
| -------- | ------------ | -------- | ------------ |
| 17 avril | Grand Rapids | 3-1      | Orlando      |
| 21 avril | Grand Rapids | 5-4 (P)  | Orlando      |
| 23 avril | Orlando      | 4-1      | Grand Rapids |
| 26 avril | Orlando      | 2-1      | Grand Rapids |
| 28 avril | Grand Rapids | 2-3      | Orlando      |

Les Solar Bears d'Orlando remportent la série 3 à 2.
| Date     | Visiteur     | Pointage | Receveur     |
| -------- | ------------ | -------- | ------------ |
| 18 avril | Cleveland    | 3-6      | Indianapolis |
| 19 avril | Cleveland    | 6-3      | Indianapolis |
| 24 avril | Indianapolis | 1-2      | Cleveland    |
| 26 avril | Indianapolis | 2-3 (P)  | Cleveland    |

Les Lumberjacks de Cleveland remportent la série 3 à 1.
| Date     | Visiteur   | Pointage | Receveur   |
| -------- | ---------- | -------- | ---------- |
| 18 avril | Milwaukee  | 5-6      | Long Beach |
| 20 avril | Milwaukee  | 3-4 (P)  | Long Beach |
| 25 avril | Long Beach | 1-0 (P)  | Milwaukee  |

Les Ice Dogs de Long Beach remportent la série 3 à 0.
| Date     | Visiteur    | Pointage | Receveur    |
| -------- | ----------- | -------- | ----------- |
| 18 avril | Kansas City | 0-2      | Utah        |
| 21 avril | Kansas City | 3-4 (P)  | Utah        |
| 24 avril | Utah        | 6-2      | Kansas City |

Les Grizzlies de l'Utah remportent la série 3 à 0.
| Date     | Visiteur  | Pointage | Receveur  |
| -------- | --------- | -------- | --------- |
| 19 avril | Las Vegas | 2-4      | Houston   |
| 20 avril | Las Vegas | 2-4      | Houston   |
| 25 avril | Houston   | 1-0      | Las Vegas |

Les Aeros de Houston remportent la série 3 à 0.
| Date     | Visiteur    | Pointage | Receveur    |
| -------- | ----------- | -------- | ----------- |
| 18 avril | Chicago     | 3-5      | San Antonio |
| 20 avril | Chicago     | 4-3 (P)  | San Antonio |
| 23 avril | San Antonio | 3-2      | Chicago     |
| 24 avril | San Antonio | 3-2 (P)  | Chicago     |

Les Dragons de San Antonio remportent la série 3 à 1.

### Quarts de Finale
| Date    | Visiteur | Pointage | Receveur |
| ------- | -------- | -------- | -------- |
| 1er mai | Québec   | 1-3      | Détroit  |
| 3 mai   | Québec   | 3-1      | Détroit  |
| 7 mai   | Détroit  | 2-1      | Québec   |
| 9 mai   | Détroit  | 6-3      | Québec   |
| 10 mai  | Détroit  | 2-6      | Québec   |
| 12 mai  | Québec   | 0-3      | Détroit  |

Les Vipers de Détroit remportent la série 4 à 2.
| Date   | Visiteur  | Pointage | Receveur  |
| ------ | --------- | -------- | --------- |
| 2 mai  | Cleveland | 5-4      | Orlando   |
| 3 mai  | Cleveland | 3-2 (P)  | Orlando   |
| 7 mai  | Orlando   | 3-5      | Cleveland |
| 10 mai | Orlando   | 3-2      | Cleveland |
| 11 mai | Orlando   | 4-6      | Cleveland |

Les Lumberjacks de Cleveland remportent la série 4 à 2.
| Date  | Visiteur   | Pointage | Receveur   |
| ----- | ---------- | -------- | ---------- |
| 2 mai | Utah       | 1-2      | Long Beach |
| 4 mai | Utah       | 1-4      | Long Beach |
| 7 mai | Long Beach | 4-1      | Utah       |
| 9 mai | Long Beach | 3-2(P)   | Utah       |

Les Ice Dogs de Long Beach remportent la série 4 à 0.
| Date   | Visiteur    | Pointage | Receveur    |
| ------ | ----------- | -------- | ----------- |
| 2 mai  | Houston     | 4-0      | San Antonio |
| 3 mai  | Houston     | 4-3 (P)  | San Antonio |
| 6 mai  | San Antonio | 2-5      | Houston     |
| 9 mai  | San Antonio | 2-1      | Houston     |
| 10 mai | San Antonio | 3-4      | Houston     |

Les Aeros de Houston remportent la série 4 à 1.

### Demi-finales
| Date   | Visiteur  | Pointage | Receveur  |
| ------ | --------- | -------- | --------- |
| 16 mai | Cleveland | 2-4      | Détroit   |
| 18 mai | Cleveland | 1-4      | Détroit   |
| 22 mai | Détroit   | 1-3      | Cleveland |
| 24 mai | Détroit   | 6-4      | Cleveland |
| 25 mai | Cleveland | 1-3      | Détroit   |

Les Vipers de Détroit remportent la série 4 à 1.
| Date   | Visiteur   | Pointage | Receveur   |
| ------ | ---------- | -------- | ---------- |
| 15 mai | Long Beach | 1-4      | Houston    |
| 18 mai | Houston    | 3-5      | Long Beach |
| 19 mai | Houston    | 2-5      | Long Beach |
| 21 mai | Long Beach | 5-3      | Houston    |
| 22 mai | Long Beach | 4-2      | Houston    |

Les Ice Dogs de Long Beach remportent la série 4 à 1.

### Finale
| Date     | Visiteur   | Pointage | Receveur   |
| -------- | ---------- | -------- | ---------- |
| 30 mai   | Long Beach | 3-5      | Détroit    |
| 1er juin | Long Beach | 3-0      | Détroit    |
| 9 juin   | Détroit    | 5-1      | Long Beach |
| 11 juin  | Détroit    | 3-1      | Long Beach |
| 13 juin  | Détroit    | 1-2 (P)  | Long Beach |
| 15 juin  | Long Beach | 0-2      | Détroit    |

Les Vipers de Détroit remportent la série 4 à 2.

## Trophées remis
- Collectifs :
- Coupe Turner (champion des séries éliminatoires) : Vipers de Détroit.
  - Trophée Fred-A.-Huber (champion de la saison régulière) : Vipers de Détroit.
- Individuels :
  - Trophée du commissaire (meilleur entraîneur) : John Van Boxmeer, Ice Dogs de Long Beach.
  - Trophée Leo-P.-Lamoureux (meilleur pointeur) : Rob Brown, Wolves de Chicago.
  - Trophée James-Gatschene (MVP) : Frederic Chabot, Aeros de Houston.
  - Trophée N.-R.-« Bud »-Poile (meilleur joueur des séries) : Peter Ciavaglia, Vipers de Détroit.
  - Trophée Garry-F.-Longman (meilleur joueur recrue) : Sergei Samsonov, Vipers de Détroit.
  - Trophée Ken-McKenzie (meilleur recrue américaine) : Brian Felsner, Solar Bears d'Orlando.
  - Trophée des gouverneurs (meilleur défenseur) : Brad Werenka, Ice d'Indianapolis.
  - Trophée James-Norris (gardien avec la plus faible moyenne de buts alloués) : Rich Parent et Jeff Reese, Vipers de Détroit.
  - Comeback player of the year (meilleur retour au jeu) : Kevin Smyth, Solar Bears d'Orlando.
  - Ironman Award (durabilité/longévité) : Brad Werenka, Ice d'Indianapolis.
  - Homme de l'année en LIH (implication dans sa communauté) : Tim Breslin, Wolves de Chicago.